# San Juan de Énova
San Juan de Énova település Spanyolországban, Valencia tartományban. San Juan de Énova Manuel, La Pobla Llarga, Senyera és Castelló de la Ribera községekkel határos. Lakosainak száma 526 fő (2024).

## Népesség
A település népessége az utóbbi években az alábbiak szerint változott:
| Lakosok száma | 354  | 386  | 413  | 474  | 479  | 486  | 484  | 504  | 534  | 526  |
|               | 2001 | 2004 | 2007 | 2009 | 2012 | 2014 | 2017 | 2019 | 2022 | 2024 |